# Governo di transizione iracheno
Il Governo di transizione iracheno è stato il governo dell'Iraq dal 3 maggio 2005, quando sostituì il precedente Governo ''ad interim'' iracheno, fino al 20 maggio 2006, quando venne sostituito dal primo governo iracheno permanente guidato da Nuri al-Maliki.

## Contesto storico
Il governo fu approvato il 28 aprile 2005 da parte della transitoria Assemblea Nazionale Irachena, eletta in seguito alle elezioni parlamentari del gennaio 2005. Ha esercitato le proprie funzioni ai sensi della Legge per l'Amministrazione dello Stato dell'Iraq per il periodo di transizione, e i suoi principali compiti furono quello di creare una bozza di Costituzione permanente per l'Iraq e formare un governo di transizione.
I componenti del Consiglio dei Ministri prestò giuramento il 3 maggio 2005, nonostante diversi cariche importanti rimasero vacanti. In data 8 maggio 2005 vennero nominati sei nuovi ministri per coprire le cariche vacanti; di questi, un esponente rifiutò la nomina riferendo di non esser stato consultato preventivamente.

## Struttura dello Stato

### Potere esecutivo
Nonostante il Presidente fosse al tempo stesso capo delle Forze Armate e Capo di Stato, il Primo Ministro ricopriva il ruolo di capo di governo ed esercitava i principali poteri esecutivi. 
Il Presidente assieme a due vicepresidenti componevano il Consiglio Presidenziale dell'Iraq, ed erano eletti dall'Assemblea Nazionale con la maggioranza dei due terzi. Questi, una volta eletti, proponevano il Primo Ministro tra i deputati del partito che aveva ottenuto più voti, il quale a sua volta doveva ottenere l'approvazione dei due terzi dell'Assemblea Nazionale.
Una volta ottenuta l'approvazione, il Primo Ministro proponeva i componenti del Consiglio dei Ministri, i quali anch'essi dovevano ottenere la medesima approvazione dei due terzi dell'Assemblea Nazionale.

### Potere legislativo
- Presidente dell'Assemblea Nazionale
  - Vicepresidente dell'Assemblea Nazionale
  - Vicepresidente dell'Assemblea Nazionale

### Potere giudiziario
- Consiglio Giudiziario Superiore
  - Corte Federale Suprema
    - Corte di cassazione
    - Corte d'appello
    - Corte penale centrale

## Composizione del governo
| Carica                                                           | Nome                                                                          | Vice-               | Nome                   |
| ---------------------------------------------------------------- | ----------------------------------------------------------------------------- | ------------------- | ---------------------- |
| Presidente                                                       | Jalal Talabani                                                                | Vicepresidente      | Adil Abdul Mahdi       |
| Presidente                                                       | Jalal Talabani                                                                | Vicepresidente      | Ghazi al-Yawer         |
| Primo Ministro                                                   | Ibrahim al Jaafari                                                            | Vice-Primo Ministro | Ahmed Chalabi          |
| Primo Ministro                                                   | Ibrahim al Jaafari                                                            | Vice-Primo Ministro | Rowsch Nuri Shaways    |
| Primo Ministro                                                   | Ibrahim al Jaafari                                                            | Vice-Primo Ministro | Abid Mutlak al-Jubouri |
| Ministro dell'interno                                            | Baqir Jabr al-Zubeidi                                                         |                     |                        |
| Ministro degli esteri                                            | Hoshyar Zebari                                                                |                     |                        |
| Ministro della difesa                                            | Saadoun al-Dulaimi                                                            |                     |                        |
| Ministro per il petrolio                                         | Ibrahim Bahr al-Uloum                                                         |                     |                        |
| Ministro per l'elettricità                                       | Mohsen Shlash                                                                 |                     |                        |
| Ministro della pianificazione, dello sviluppo della cooperazione | Barham Salih                                                                  |                     |                        |
| Ministro per l'istruzione superiore                              | Sami al-Mudhaffar                                                             |                     |                        |
| Ministro delle municipalità e dei lavori pubblici                | Nisrin Barwari                                                                |                     |                        |
| Ministro per le telecomunicazioni                                | Juwan Fouad Masum                                                             |                     |                        |
| Ministro delle finanze                                           | Ali Abdul-Amir Allawi                                                         |                     |                        |
| Ministro per le risorse idriche                                  | Abdul-Latif Rashid                                                            |                     |                        |
| Ministro dell'ambiente                                           | Narmin Othman                                                                 |                     |                        |
| Ministro del commercio                                           | Abdel-Karim Mahoud al-Mohammedawi                                             |                     |                        |
| Ministro dei trasporti                                           | Salam al-Maliki                                                               |                     |                        |
| Ministro del lavoro e degli affari sociali                       | Idris Hadi                                                                    |                     |                        |
| Ministro per i diritti umani                                     | Narmin Othman (acting, after rejection by Hashim al-Shible of the nomination) |                     |                        |
| Ministro della salute                                            | Abdel Muttalib Mohammed Ali                                                   |                     |                        |
| Ministro per le costruzioni e le abitazioni                      | Jasim Mohammad Jaafar                                                         |                     |                        |
| Ministro per l'educazione                                        | Abdel Falah Hassan                                                            |                     |                        |
| Ministro dell'agricoltura                                        | Ali al-Bahadili                                                               |                     |                        |
| Ministro della giustizia                                         | Abdel Hussein Shandal                                                         |                     |                        |
| Ministro della cultura                                           | Nuri Farhan al-Rawi                                                           |                     |                        |
| Ministro della scienze e tecnologia                              | Basimah Yusuf Butrus                                                          |                     |                        |
| Ministro per lo sfollamento e la migrazione                      | Suhaylah Abd-Jaafar                                                           |                     |                        |
| Ministro per la gioventù e lo sport                              | Talib Aziz Zayni                                                              |                     |                        |
| Ministro dell'industria                                          | Usama al-Najafi                                                               |                     |                        |
| Sottosegretario di Stato per gli Affari nazionali di sicurezza   | Abdul Karim al-Anizi                                                          |                     |                        |
| Sottosegretario di Stato per gli Affari governativi              | Saad Nayif Mujhim al-Hardan                                                   |                     |                        |
| Sottosegretario di Stato per gli Affari della società civile     | Ala Habib Kazim                                                               |                     |                        |
| Sottosegretario di Stato per gli Affari delle donne              | Azhar Abdel Karim al-Shaikhli                                                 |                     |                        |
| Sottosegretario di Stato per il Turismo e le Antichità           | Hashim al-Hashimi                                                             |                     |                        |
| Sottosegretario di Stato per i rapporti dell'Assemblea Nazionale | Safa al-Din Mohammed al-Safi                                                  |                     |                        |